# Davi Lopes
Davi Augusto Lopes (São Paulo, 21 de abril de 1983) é um apresentador de televisão, ator, mestre de cerimônias brasileiro. Desde 2018 integra a equipe de apresentadores do canal TV Shoptime, após vencer o reality show Procura-se: um Apresentador, promovido pela emissora.

## Biografia
Davi iniciou sua carreira em comunicação ainda na adolescência, aos 15 anos, atuava como recreador em um acampamento infantil. A habilidade em se comunicar acabou levando-o a se tornar mestre de cerimônia em milhares de eventos por todo o Brasil ao longo de sua carreira. Em 2011, passou a ministrar palestras sobre técnicas de liderança e trabalho em equipe em eventos corporativos e também deu inicio ao curso livre de ator em musicais na Oficina dos Menestréis, onde passou a atuar e dirigir espetáculos até 2014.
Através de sua sogra, ficou sabendo que o Shoptime estava promovendo um concurso para encontrar um novo apresentador de seus programas, e a partir disso gravou seu vídeo de inscrição e enviou para o programa. Em 2018 foi selecionado dentre mais de 8 mil inscritos, para ser um dos dezesseis participantes do reality show Procura-se: um Apresentador, programa este que teve sua estreia em dia 27 de março, contando com uma série de nove episódios, transmitidos às terças e quintas pelos canais do Shoptime no YouTube e também na TV a cabo. onde após passar por diversas provas de performance, desenvoltura, comunicação e vendas, ficou entre os três finalistas, sendo eleito pelo público como o vencedor da competição, e como prêmio tornou-se parte o time de apresentadores da TV Shoptime, onde então passou a apresentar programas inéditos, reviews de produtos, webséries e lives musicais.
Quando venceu o reality show Procura-se: um Apresentador em 2018, sua esposa, Janaina, estava grávida do seu segundo filho.

## Carreira
Antes de ser apresentador do Shoptime, Davi já trabalhava como apresentador de eventos e também em uma TV local de Alphaville, chamada Alpha Chanel, onde apresentava o programa Promo Show. Pelo canal Shoptime, Davi passou a apresentar programas voltados a decoração de ambientes. Ainda no primeiro semestre de 2019, passou a apresentar, semanalmente, o programa ao vivo Muda Tudo, no qual recebia como convidados especialistas em decoração, para darem dicas aos espectadores. Em abril de 2020, apresentou o reality de decoração Decor em Ação, no qual através de sete episódios, exibidos semanalmente, renovava um cômodo da casa de participantes selecionados pela programação.
Em 2021 passou também a apresentar webséries exclusivas do canal, como Casa de Verão Shoptime, com participações do cantor Luan Santana e da especialista em decoração Thalita Carvalho, este que esteou no dia 9 de janeiro e teve transmissão pelos canais do Shoptime e também pelo canal no Youtube do músico, no qual os convidados falaram sobre decoração e tendências, além de música e entretenimento, e Casa de Inverno Shoptime, esta que contou com participações do cantor Wesley Safadão e sua esposa, e contou com uma live de lançamento transmitida no dia 17 de julho pelos canais da emissora e do músico, e deu sequencia a série de 3 episódios exibidos a partir do 24 do mesmo mês, onde o casal participou, junto do apresentador, de brincadeiras e desafios, trazendo curiosidades sobre sua vida intima.
Pelo canal Shoptime também apresentou de eventos musicais, transmitidos ao vivo, que reuniram grandes nomes da música nacional.

## Filmografia

### Televisão
| Ano  | Obra                        | Função       | Emissora    |
| ---- | --------------------------- | ------------ | ----------- |
| 2018 | Procura-se: um Apresentador | Participante | TV Shoptime |
| 2019 | Muda Tudo                   | Apresentador | TV Shoptime |
| 2020 | Decor em Ação               | Apresentador | TV Shoptime |
| 2021 | Casa de Verão Shoptime      | Apresentador | TV Shoptime |
| 2021 | Casa de Inverno Shoptime    | Apresentador | TV Shoptime |

## Prêmios
| Ano  | Premiação                   | Formato      | Resultado |
| ---- | --------------------------- | ------------ | --------- |
| 2018 | Procura-se: um Apresentador | Reality show | Venceu    |